# Arlewatt
Arlewatt (en danois: Arlevad) est une commune allemande de l'arrondissement de Frise-du-Nord, dans le Land de Schleswig-Holstein. En 2015, sa population est de 332 habitants.